# NGC 692
NGC 692 è una vasta galassia a spirale intermedia situata nella costellazione della Fenice, a una distanza di circa 298 milioni di anni luce dalla nostra Via Lattea.

## Scoperta
La galassia è stata scoperta il 2 ottobre 1834 dall'astronomo britannico John Herschel.

## Descrizione
NGC 692 ha una classe di luminosità II-III e presenta una larga riga a 21 cm dell'idrogeno neutro. È anche un nucleo galattico attivo con una larga banda spettrale (identificato con l'acronimo in lingua inglese LLAGN, Large-Line Active Galactic Nucleus).

## Supernove
All'interno della galassia sono state osservate due supernove: SN 2007st e SN 2010aa.

### SN 2007st
La supernova è stata scoperta il 22 dicembre 2007 dall'astronomo amatoriale sudafricano Berto Monard. La supernova è stata classificata di tipo Ia.

### SN 2010aa
Anche questa supernova è stata scoperta da Berto Monard il 9 febbraio 2010. La supernova è stata classificata di tipo Ia.